# Vajdakamarási Lőrinc
Vajdakamarási Lőrinc (vagy Vajda-Kamarási Pap Lőrinc, 16. század) református lelkész  volt Gyerővásárhelyen, a kolozsvári zsinat 1597-ben megfosztotta tisztségétől; ugyanis éktelen beszédével a hívőkben megbotránkozást keltett. Széphistóriákat írt Jázon királyi házasságáról, egy utolsó ítéletről szóló verse is fennmaradt. 

## Munkái
- Ighen szép Historia, az Iason kirallynac hazassagaról, Mellyet Énekbe rendelt az Vaida Kamarási Lőrincz Pap, az Cancellarius ő Nagys. Kouaczoski Farkasnac mostani házasságánac örömére. Nyomtattatott Colosvárat... 1581. Ianurius kezdetébe. (Költemény. A versfejekben Lavrentivs Waida Camarasi servus Dei et Jes(v) Christi in spe fecit).
- Szep Tanosag. Az iöuendő rettenetes itélet napjaról. Első Része az hitötlen és kegyetlen Emberecnec fel támadásokról és nagy veszedelmekröl; Másodic része az Hüeknec és igazaknac düczöséges fel támadásokról, és öröcké valo nagy boldogságokról. Az szent irásból kiszedetet... (Kolosvár), 1591. (Újabb kiadása: Debrecen, 1596.)